# Grødersby
Grødersby, Grødesby (dansk) eller tysk: Grödersby er en landsby og kommune beliggende syd for Kappel på Sliens nordlige bred i landskabet Angel i Sydslesvig. Administrativt hører kommunen under Slesvig-Flensborg kreds i den nordtyske delstat Slesvig-Holsten. Kommunen samarbejder på administrativt plan med andre kommuner i omegnen i Kappel Land kommunefællesskab (Amt Kappeln Land). I kirkelig henseende hører Grødersby under Ravnkær Sogn. Sognet lå i Slis Herred (Gottorp Amt), da området tilhørte Danmark.
På jysk (angeldansk) udtales byen Grøsbøl.

## Geografi
Grødersby er beliggende ved Slien. På Sliens modsatte bred ligger landsbyerne Vindemark og Kobberby. Ud ved Grødersbygaard danner fjorden en lille vig (Grødersby Nor). Noret har et areal på 18 ha og har tilløb af den lille Grødersby Å. Mod sydøst grænser landsbyen til Arnæs. Mod nord ved Grødersbyskov ligger skoven Hyholt el. Hyskov (Hyholz), som strækker sig over både Grødersby og Kappel kommuner. Dertil kom skoven Mølleskov (Mühlenholz) nord for Habertved.
Til kommunen hører også landsbyer Fegetask (Fegetasch), Friedenshöh, Grødersbygård, Grødersbyskov (Grödersbyholz, tidligere Grödersby-Bahnhof), Habertved el. Havretved (Habertwedt), Kongstenen (Königstein), Lille Grødersby (Klein-Grödersby), Mariengård-Mose (Marienhof-Moos), Mølleskov (Mühlenholz), Stor Grødersby (Groß-Grödersby) og Vesterløkke (Westerlücken).

## Etymologi
Grødersby er første gang nævnt 1231 i Kong Valdemars Jordebog som krongods Grøthæbol. Stednavnet er sammensat af grøde (sml. oldn. gróði) og -by (oprindelig -bøl, sml. den angeldanske form Grøsbøl). På dansk findes to skrivemåder for Grødesby. Især på danske kort fra 1800- og 1900-tallet skrives bynavnet Grødesby, men der findes også belæg for Grødersby, nu mere udbredt.
Habertved el. Havretved er første gang nævnt 1837, sammensat af ordene havre og tved (for en rydning)

## Historie
Kong Valdemars Jordebog fra 1231 oplyser, at Grødersby var kongelig ejendom. Senere overgik det imidlertid til slægterne Sehested, som ejede 1/9 og Pogwisch, som ejede 8/9, hvor det indgik i et kompliceret ejerskab mellem de berettigede arvinger.
I 1406 erhvervede den danske dronning Margrete 1. som led i sine bestræbelser på at genvinde kontrollen over hertugdømmet den i Slis Herred beliggende by med tilhørende borg og gården Paverød fra Hartvig Pogwisch fra adelsfamilien Pogwisch. Grødersby gods bestod da af 5 landsbyer, heraf 3 i Ravnkjær Sogn og 1 i Borne Sogn. Også Paverød havde gods i de to sogne. Hun lod borgen sløjfe og overlod byen med tilhørende jordejendomme domkirken i Slesvig by, idet hun dog forbeholdt sig ejerskabet i sin levetid. Hun sikrede sig dermed kirkens opbakning. Under bisperne blev de samlede besiddelser omkring Grødersby slået sammen til et fogderi.
I 1667 blev halvøen Arnæs afstået. I 1777 blev fogderiet opløst og Grødersby kom igen til Slis Herred.
I 1837 bestod byen af 13 gårde og 6 kådnersteder. En stor indkomstkilde var fiskeriet. Ud i Grødersby Nor fandtes mange sildehegn og ålegårde. I årene 1904 til 1972 var byen stationsby på den nu nedlagde banestrækning Slesvig-Kappel. I 1987 rådede Grødersby over et areal på 664, deraf 180 ha i Slien og 21 ha skov, og havde 255 indbyggere.